# Ameromyia modesta
Ameromyia modesta is een insect uit de familie van de mierenleeuwen (Myrmeleontidae), die tot de orde netvleugeligen (Neuroptera) behoort. 
Ameromyia modesta is voor het eerst wetenschappelijk beschreven door Banks in 1943.